# The Blue Lagoon (film 1923)
The Blue Lagoon è un film del 1923, diretto dai registi W. Bowden e Dick Cruickshanks.
È il primo adattamento cinematografico del romanzo La laguna azzurra dello scrittore del primo Novecento Henry De Vere Stacpoole (gli altri due sono Incantesimo nei mari del sud del 1949 e Laguna blu del 1980).

## Trama
Sopravvissuti ad un naufragio, i piccoli Emmeline Foster e Michael Reynolds crescono su un'isola deserta. Diventati adolescenti, scopriranno l'amore e il sesso, faranno anche un figlio e poi cercheranno di tornare alla civiltà.